# 85389 Rosenauer
85389 Rosenauer este un asteroid din centura principală de asteroizi.

## Descriere
85389 Rosenauer este un asteroid din centura principală de asteroizi. A fost descoperit pe 22 august 1996 la Observatorul Kleť de Jana Tichá și Miloš Tichý. Asteroidul prezintă o orbită caracterizată de o semiaxă mare de 2,66 ua, o excentricitate de 0,12 și o înclinație de 3,5° în raport cu ecliptica.